# Șimișna
Șimișna is een Roemeense gemeente in het district Sălaj.
Șimișna telt 1305 inwoners.